# Slobodan Čendić
Slobodan Čendić (ur. 28 sierpnia 1938 w Kragujevacu, zm. 19 września 2023 w Kolonii) – serbski piłkarz, a także trener.

## Kariera piłkarska
W swojej karierze Čendić występował między innymi w zespole FK Radnički 1923 Kragujevac.

## Kariera trenerska
Čendić karierę szkoleniową rozpoczął w 1966 roku jako trener niemieckiej Tasmanii 1900 Berlin, grającej w Regionallidze. Prowadził ją w sezonie 1966/1967, a potem odszedł do FC Schalke 04, gdzie został asystentem trenera. Funkcję tę pełnił za kadencji Karla-Heinza Marotzke, Güntera Brockera oraz Rudiego Gutendorfa. Następnie, we wrześniu 1970 został samodzielnym szkoleniowcem Schalke. W Bundeslidze pierwszy mecz poprowadził 12 września 1970 przeciwko Borussii Dortmund (2:1). Trenerem Schalke był do końca sezonu 1970/1971.
Potem Čendić prowadził FC Augsburg z Amateurligi, a także Tasmanię 1900 Berlin i Preußen Münster, grające w Regionallidze. Od początku sezonu 1974/1975 trenował zespół 1. FC Saarbrücken z 2. Bundesligi. W sezonie 1975/1976 awansował z nim do Bundesligi. W rozgrywkach tych prowadził klub do października 1976, a potem przestał być jego szkoleniowcem.
W kolejnych latach Čendić trenował zespoły 2. Bundesligi – SV Waldhof Mannheim, 1. FC Saarbrücken, Stuttgarter Kickers, Alemannię Aachen, SC Charlottenburg oraz Rot-Weiß Oberhausen. W lutym 1988 wrócił do Bundesligi, zostając trenerem klubu FC 08 Homburg. W sezonie 1987/1988 zajął z nim jednak 17. miejsce w lidze i spadł do 2. Bundesligi. W maju 1989 odszedł z klubu. Następnie był szkoleniowcem występujących w 2. Bundeslidze, Hannoveru 96 i SV Darmstadt 98, a także szwajcarskich drużyn SC Brühl St. Gallen i FC Kreuzlingen, grających odpowiednio w trzeciej i czwartej lidze.